# Hollywood Hotel
Pour les articles homonymes, voir Hollywood Hotel (homonymie).
Le Hollywood Hotel est un ancien hôtel de Los Angeles, dans l'État de Californie. Il est situé sur Hollywood Boulevard, entre Highland et Orchid Avenue, dans le quartier de Hollywood. Bâti en 1902 et détruit en 1956, il occupait la place de l'actuel Théâtre Dolby.

## Historique

### Les débuts
La première tranche de l'hôtel est construite en 1902 par HJ Whitley, un promoteur commercialisant les terrains à lotir disponibles entre les ranchs de production d'agrumes, longeant à l'époque le pied des monts Santa Monica, et ouvre au mois de décembre de cette même année.
Petite bâtisse en stuc, il se situe à l'angle nord ouest de Highland Avenue et de Prospect Avenue, route poussiéreuse, non revêtue et plantée d'arbres à piments, qui deviendra en 1910 Hollywood Boulevard. Le quartier est à l'époque en plein développement, notamment grâce aux efforts de HJ Whitley qui, en l'espace de moins de trois ans, décide de construire une nouvelle aile à son hôtel : 104 chambres viennent ainsi compléter les 40 déjà existantes, ainsi qu'un vaste hall d'accueil, une chapelle, une salle de musique, une salle de bal et une salle de réception de 125 places. À l'extérieur, Whitley fait aménager de belles pelouses, occupant une superficie de 1,2 ha. L'élégant complexe hôtelier ainsi formé contraste avec son environnement et la population locale, qui vit de peu et doit travailler dur.
Peu de temps après la fin des travaux d'extension, une millionnaire restée vieille fille de l'Iowa, Myra Parker Hershey, alors en séjour dans un autre hôtel de Los Angeles, vient visiter ce nouveau complexe à Hollywood, après en avoir vu une publicité dans le Los Angeles Times. Elle devient peu de temps après cliente, attirée, selon la légende, par la cuisine et en particulier la tarte aux pommes. Tombée sous le charme de l'hôtel, elle en acquiert des parts, puis l'intégrale propriété.

### Cinéma et années faste
En 1911, Al Christie ouvre le premier studio de cinéma d'Hollywood, à l'angle de Sunset Boulevard et Gower Street. Il le fait pour David Horsley, après le tournage de leur premier film dans la résidence de Whitley, à l'angle de Hollywood Boulevard et de Wilcox Avenue. D'autres studios suivront. La renommée du Hollywood Hotel suit ainsi celle de Hollywood et du cinéma naissant : des géants de l'industrie séjournent à l'hôtel avec, parmi eux, Jesse L. Lasky, Carl Laemmle, Louis B. Mayer, Harry Warner and Irving Thalberg. Producteurs, réalisateurs, scénaristes et techniciens, tout ce beau monde fréquente les lieux et donne des conférences sous la véranda du complexe.
De nouvelles vedettes du grand écran arrivent chaque jour à l'époque. De nombreuses stars du cinéma muet élisent domicile au Hollywood Hotel, et paraissent aux dîners et bals, organisés chaque jeudi soir. Il s'agit alors du lieu où il faut être vu. Pour mieux marquer les esprits, la direction de l'hôtel fait peindre des étoiles au plafond du restaurant, avec le nom des vedettes, au-dessus de l'endroit où ces dernières ont l'habitude de prendre place. 
Parmi les plus grandes stars de l'époque, l'hôtel accueille Rudolph Valentino, qui vit dans la chambre 264. Il rencontre sa première femme Jean Acker dans l'hôtel, ils s'y marient en 1919 et y passent une lune de miel tumultueuse.

### La fin
Myra Hershey décède en 1930. Au début des années 1940, des promoteurs font l'acquisition de l'ensemble des parts de la société Good Hope Company, propriétaire de l'hôtel. Leur projet est de le détruire pour monter de nouvelles constructions, mais le début de la deuxième guerre mondiale les en empêche, faute de matériel de construction. Dans les années 1950, l'hôtel est laissé à l'abandon et se décrépit, il n'est plus que l'ombre de son passé glorieux. Les promoteurs restent intransigeants, tout projet de rénovation est hors de question. C'est ainsi qu'en dépit de la célébrité de ses occupants en leur temps, l'hôtel est complètement rasé en août 1956 pour laisser place à un programme immobilier de 10 millions de dollars portant sur un immeuble de 12 étages pour l'établissement financier First Federal Savings & Loan Association of Hollywood, un centre commercial et un parking.
En 2001, le complexe Hollywood and Highland, qui comprend le fameux Dolby Theatre, lieu où est organisée la cérémonie officielle de remise des Oscars, ouvre ses portes à l'endroit qu'occupait le Hollywood Hotel.